# Drietoma
Drietoma este o comună slovacă, aflată în districtul Trenčín din regiunea Trenčín. Localitatea se află la altitudinea de 242 m deasupra n.m., se întinde pe o suprafață de 35,83 km2 și în 2017 număra 2.268 de locuitori.

## Istoric
Localitatea Drietoma este atestată documentar din 1244.

## Demografie
| An:                | 1994 | 2004   | 2014    | 2024   |
| ------------------ | ---- | ------ | ------- | ------ |
| Număr de persoane: | 2028 | 2047   | 2262    | 2187   |
| Diferență:         |      | +0,93% | +10,50% | −3,31% |

| An:                | 2023 | 2024   |
| ------------------ | ---- | ------ |
| Număr de persoane: | 2191 | 2187   |
| Diferență:         |      | −0,18% |